# تینتالدرا
تینتالدرا (به انگلیسی: Tintaldra) یک شهرک در استرالیا است که در ویکتوریا (استرالیا) واقع شده‌است.